# Mark Sloan
Mark Everett Sloan fue un personaje ficticio de Grey's Anatomy. El personaje es interpretado por el actor Eric Dane.

## Historia
Mark proviene de una clase social acomodada, pero de una familia emocionalmente distante en la Ciudad de Nueva York. En su infancia, fue un gran amigo de Derek Shepherd y como un segundo hijo para su familia, aunque se acostó con una de las hermanas de Derek, Nancy. Mark asistió a la facultad de medicina, completó su residencia en cirugía plástica y rápidamente se convirtió en uno de los especialistas en cirugía plástica más renombrados de la Costa Oriental, con una próspera práctica privada. Además de cirujano plástico, también es otorrinolaringólogo. Al principio de la serie es un típico mujeriego a quien no le cuesta trabajo llevarse a todas a la cama, pero con el paso del tiempo se muestra cansado de esa vida, y se empieza a notar que cuando se enamora entrega todo lo que tiene y más, y que en el fondo anhela una relación estable y una familia. 
Cuando el matrimonio de Addison y Derek Shepherd estaba sufriendo una crisis, Mark traiciona a Derek al iniciar una relación de amantes con Addison. Derek los descubre teniendo relaciones sexuales en su propia cama. Derek se va a Seattle, y Mark y Addison continúan con la relación en Nueva York, la cual no prospera debido al carácter infiel de Mark. Después de terminar esa relación, Addison se va a Seattle en busca de Derek, posteriormente Mark hace lo mismo y termina trabajando también en el mismo hospital. Después de que vuelve a fracasar la relación de Derek y Addison, sale a la luz que ella anteriormente había estado embarazada de Mark, quien sí deseaba tener un hijo, sin embargo ella decidió abortarlo por considerar que él hubiera sido un pésimo padre y que no era el momento apropiado para tener un bebé. 
Después de un tiempo Mark y Derek retoman su relación de amistad. En la quinta temporada de la serie, Mark comienza a salir con Lexie Grey, la hermana menor de Meredith Grey, a pesar de la petición hecha por su amigo Shepherd de no relacionarse sentimental o sexualmente con ella, pues es su cuñada. Cuando Derek descubre la relación se enfurece e inicia una pelea delante del resto de los médicos. Ninguno de los dos quiere dar su brazo a torcer: Mark alega que Derek no entiende que las cosas con Lexie Grey no son solo sexo, sino que de verdad siente algo importante por ella. Después de un tiempo, la relación es aceptada por Derek y esta se torna más estable y madura. Mark le propone entonces a Lexie vivir con él, pero ella rechaza su propuesta; a pesar de ello deciden seguir adelante con su relación. Aparece una muchacha de 18 años diciendo que es su hija, lo que corroboran con una prueba de ADN. Mark confiesa que era muy joven cuando supo del embarazo pero creyó que la madre lo habría abortado. La chica le dice a Mark que está embarazada y que su madre la ha echado de su casa, y que no tiene dónde ir ni dinero para criar a su hijo. Mark se ilusiona con la idea de criar a su nieto y retomar la relación con su hija, pero Lexie siente miedo al ser muy joven para tantas responsabilidades y decide dejarlo,su hija Sloan revela que en realidad va a dar a su pequeño en adopción y que sólo necesitaba ayuda económica, y después de obtener lo que necesitaba, huye y vuelve justo cuando se encuentra a punto de dar a luz. El bebé nace en casa de Mark, quien pasa momentos realmente duros hasta comprender que la adopción de su nieto es la decisión correcta, debido a la inmadurez y falta de interés de su hija. 
Entre todas las amantes que tuvo Mark, solo con Callie Torres logra entablar una relación de amistad y confianza. En la séptima temporada, Arizona Robbins (la novia de Callie) la abandona para irse a practicar Medicina infantil a África. En medio del despecho, Mark y Callie vuelven a tener relaciones sexuales que resultan en un embarazo, y Mark decide hacerse cargo del bebé. Arizona vuelve por Callie y retoman la relación. Capítulos después ambas salen a relajarse un fin de semana y tienen un accidente automovilístico, Arizona sale ilesa mientras que Callie resulta gravemente herida, lo que provoca el nacimiento prematuro de su bebé, Sofía. Tras pasar por muchas complicaciones y gracias a la ayuda de Addison, Sofía sobrevive y Callie se recupera por completo, volviendo a trabajar en el hospital tras completar su rehabilitación. Mark disfruta todo el tiempo que puede pasar con su pequeña Sofía, descubriendo su gran faceta como padre presente, lugar que no pudo ocupar con su anterior hija. En la octava temporada se relaciona con una médica oftalmóloga, pero sigue sintiendo algo por Lexie aunque no lo demuestra e intenta ocultarlo. 
Después tiene un acercamiento muy grande con Jackson Avery con respecto a la cirugía plástica , fue su mentor , le enseñó todo lo que sabe hoy en día. 
Un capítulo antes del final de temporada Lexie le confiesa a Mark que sigue enamorada de él y que no puede dejar de pensar en él, pero en ese momento llega la oftalmóloga, y no es capaz de responder sinceramente. Al final de la octava temporada Mark le confiesa a Lexie que sigue enamorado de ella momentos antes de morir aplastada bajo el avión en el que iban camino a una cirugía.
En el estreno de la novena temporada, se descubre que Mark está en cuidados intensivos debido a las lesiones que sufrió en el accidente de avión, además se sabe que según lo determinado por su voluntad, las máquinas se apagarán después de un período de tiempo específico si no se registra recuperación (30 días). Así es como a las 5 de la tarde -en el final del capítulo- Sloan es desconectado, presenciando este acto sus dos mejores amigos, Derek y Callie.
Al final del capítulo se dedica la frase "Mark Sloan 1968 - 2012"
Tiempo después el hospital es rebautizado Grey-Sloan Memorial Hospital haciendo referencia a él y a Lexie Grey.
En la temporada 17, Mark Sloan vuelve a aparecer en alucinaciones de Meredith Grey , Junto su expareja Lexie Grey en un episodio especial.
- Datos: Q2471248